# Фиалка болотная
Фиа́лка боло́тная (лат. Víola palústris) — травянистое многолетнее растение семейства Фиалковые.

## Названия
Родовое название Viola — латинское название приятно пахнущих Крестоцветных, видовое palustris от лат. palus — болото.
Анненков Н. И. в Ботаническом словаре (1878) в статье о фиалке болотной приводит следующие простонародные и книжные названия, употреблявшиеся в разных местностях России с указанием места, где эти названия встречаются и лиц, зафиксировавших эти названия в печати или письменно, а также её названия на других языках: 
"Дикий лагон (Смол.). Душистая фиалка. Польск. Podlaszczka, Przylazczka".

## Морфологическое описание

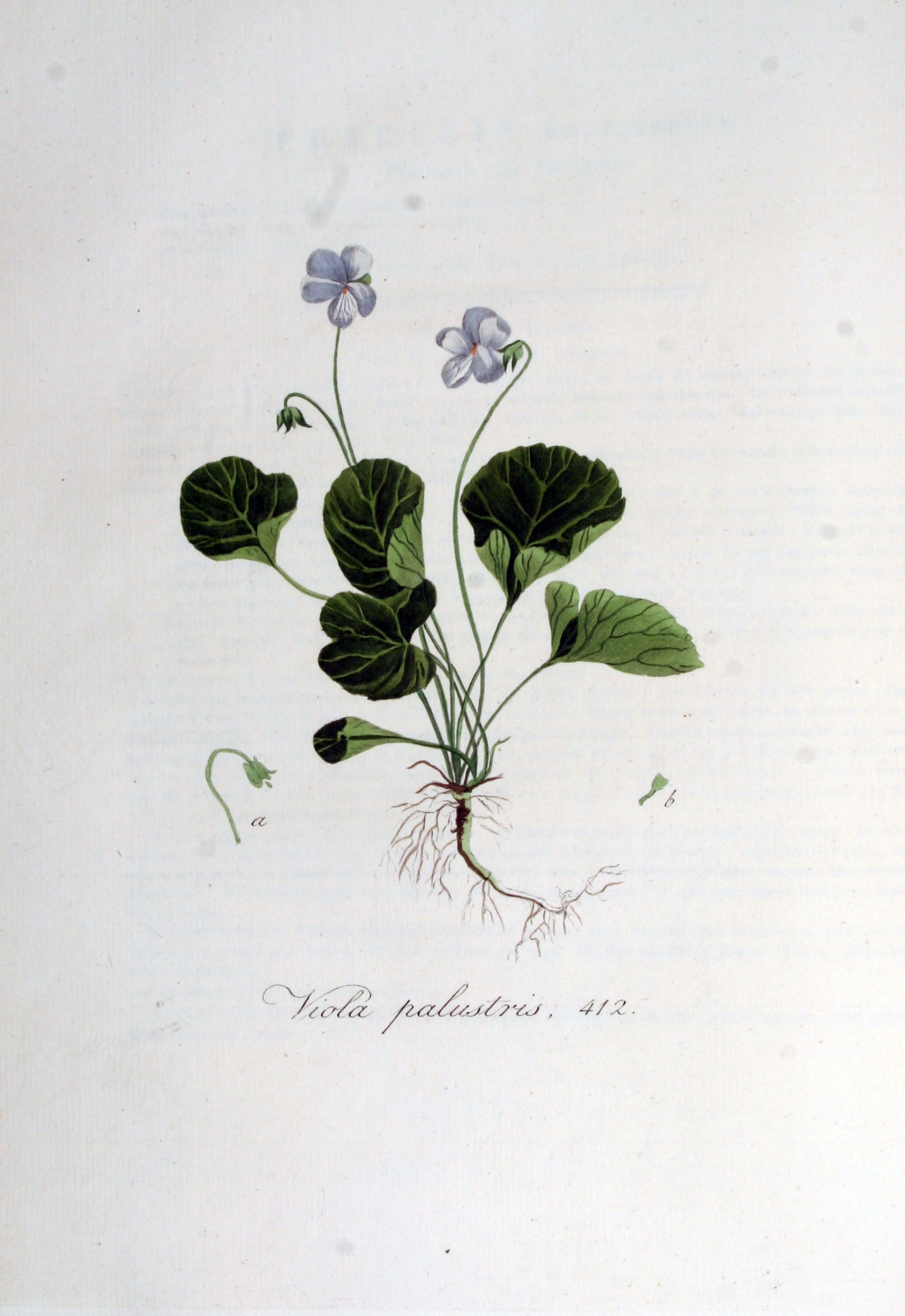

Многолетник высотой 5—15 см. Корневище тонкое, длинное, горизонтально стелющееся. Растение розеточное, без облиственного стебля.
Листья простые, собраны в прикорневую розетку на длинных черешках с прилистниками. Прилистники свободные, цельные, по краю с мелкими редкими зубчиками. Листовые пластинки 1—5 см длиной и 1,2—6 см шириной, почковидно-сердцевидные совершенно голые с обеих сторон, городчатые, на верхушке тупые. Черешки, цветоносы и коробочки всегда голые.
Цветоносы до 15 см длиной, прямостоячие, развивающиеся из пазух розеточных листьев. Два прицветника расположены ниже или около середины цветоноса. Чашечка из пяти чашелистиков, с пластинчатыми придатками у основания. Чашелистики зелёные, лепестковидные, тупые. Цветки с двойным околоцветником, 1—2 см в диаметре, от светло-лиловых до беловатых, одиночные, обоеполые, без запаха. Венчик раздельнолепестный из пяти свободных лепестков. Цветок неправильный (зигоморфный) с коротким тупым шпорцем до 1,5 мм длиной, который образуется у основания нижнего лепестка, где скапливается нектар, выделяемый изогнутыми шпорцевидными придатками двух самых нижних тычинок. Шпорец не более чем в 1,5 раза длиннее придатков чашелистиков. Боковые лепестки наклонены к нижнему лепестку, а средняя линия боковых лепестков образует со средней линией нижнего лепестка острый угол. Нижний лепесток с фиолетовыми жилками. Тычинок пять. Пестик один с искривлённым столбиком. Столбик на верхушке скошенно гвоздикообразно приплюснут и оттянут в короткий конусообразный носик с крохотным отверстием рыльца на его верхушке.
Завязь верхняя, совершенно свободная, одногнёздная с постенной плацентацией.
Плод — одногнёздная коробочка с постенным расположением семян. Коробочка трёхгранная, вскрывающаяся тремя створками, семена разбрасываются при их растрескивании. Мирмекохорные придатки на семенах короче трети длины семени.
В Средней полосе европейской части России фиалка болотная цветёт в апреле—июне, плоды созревают в июле.
Диплоидное число хромосом — 48.

## Географическое распространение
Фиалка болотная — среднеевропейский бореальный болотный вид. Распространена от средиземноморской (Марокко в Северной Африке и Южная Европа) до арктической и океанической областей Европы (в том числе Центральная, Восточная и Северная Европа) и Америки — от Аляски до Калифорнии. Встречается от низменностей до предгорий.
В России растёт во многих районах Европейской части, в том числе во всех областях Средней России, но преимущественно в нечёрноземной полосе.

## Экология и фитоценология
Фиалка болотная — гигрофит, растёт в условиях сыролугового увлажнения на сырых, плохо аэрируемых почвах (9-я ступень шкалы Элленберга) и избегает среднеувлажнённые местообитания (5-я ступень шкалы Ландольта). Основные местообитания вида: сырые и заболоченные луга и леса, лесные болота, опушки, берега водоёмов.
Растёт вне крайне континентальных районов (3-й ступени шкал континентальности Элленберга и Ландольта).
Е. Ландольт считает её индикатором кислых почв, растущим с pH 3,5-5,6 (2-я ступень шкал Ландольта и Элленберга). Не требовательна к свету. Г. Элленберг располагает её между полутеневыми и полусветовыми растениями (6-я ступень шкалы Г. Элленберга, 3-я ступень шкалы Е. Ландольта).
К температуре довольно требовательна (3-я ступень шкалы Ландольта).
Фиалка болотная может расти как на почвах со средним содержанием минерального азота (5-я ступень шкалы Элленберга), так и на бедных (2-я ступень шкалы Ландольта).
Обычно встречается на почвах с очень тонкой структурой, глинистых или торфянистых, водонепроницаемых и плохо аэрируемых (5-я ступень шкалы Ландольта) и почти исключительно на почвах, богатых гумусом, избегая минеральных почв (5-я ступень шкалы Ландольта).
В Северной и Центральной Европе фиалка болотная наравне с фиалкой собачьей является кормовым растением для гусеницы зеленоватой перламутровки (Argynnis laodice).

## Способы размножения и распространения
Размножение фиалки болотной и её расселение осуществляется семенами и вегетативным путём.
Фиалка болотная — энтомофильное растение. Её цветки приспособлены к опылению различными насекомыми, которые питаются нектаром и пыльцой.

## Применение
Фиалка болотная известна как медоносное и декоративное растение. В декоративном цветоводстве её рекомендуется использовать как почвопокровное растение при оформлении искусственных водоёмов.